# Atractocerus quercus
Atractocerus quercus is een keversoort uit de familie Lymexylidae. De wetenschappelijke naam van de soort is voor het eerst geldig gepubliceerd in 1935 door Gardner.